# برویک (نروژ)
برویک (به لاتین: Brevik) یک شهرک در نروژ است که در تلمارک واقع شده‌است.